# Лавуазье (лунный кратер)
Кратер Лавуазье (лат. Lavoisier) — большой древний ударный кратер на западном побережье Океана Бурь на видимой стороне Луны. Название присвоено в честь французского естествоиспытателя, основателя современной химии Антуана Лорана Лавуазье (1743—1794) и утверждено Международным астрономическим союзом в 1935 г. Образование кратера относится к донектарскому периоду.

## Описание кратера
Ближайшими соседями кратера являются кратер Нернст на западе; кратер Бунзен на северо-западе; кратер Фон Браун на северо-востоке; кратер Улугбек на юге и кратер Астон на юго-западе. Селенографические координаты центра кратера 38°10′ с. ш. 81°15′ з. д. / 38,17° с. ш. 81,25° з. д., диаметр 71,0 км, глубина 770 м.
Кратер Лавуазье имеет полигональную форму и значительно разрушен за длительное время своего существования. Вал сглажен, юго-восточная часть вала перекрыта сателлитным кратером Лавуазье F (см. ниже), к юго-западной части вала примыкает сателлитный кратер Лавуазье W. Высота вала над окружающей местностью достигает 1290 м, объём кратера составляет приблизительно 4350 км³.
Характерной особенностью кратера является обилие борозд, особенно в восточной части кратера. Механизм образования этих борозд связан с подъёмом магмы под дном чаши кратера приводящим к разрывам дна кратера, появлению складок, пирокластических отложений и других проявлений вулканической активности. Кроме упомянутого, немного севернее центра чаши находится концентрический кратер.

## Сателлитные кратеры
| Лавуазье | Координаты                                            | Диаметр, км |
| -------- | ----------------------------------------------------- | ----------- |
| A        | 36°58′ с. ш. 73°16′ з. д. / 36,97° с. ш. 73,26° з. д. | 28,5        |
| B        | 39°46′ с. ш. 79°45′ з. д. / 39,76° с. ш. 79,75° з. д. | 24,6        |
| C        | 35°47′ с. ш. 76°44′ з. д. / 35,78° с. ш. 76,73° з. д. | 34,9        |
| E        | 40°53′ с. ш. 80°23′ з. д. / 40,88° с. ш. 80,39° з. д. | 50,6        |
| F        | 37°02′ с. ш. 80°28′ з. д. / 37,03° с. ш. 80,47° з. д. | 35,6        |
| G        | 37°13′ с. ш. 85°37′ з. д. / 37,21° с. ш. 85,61° з. д. | 18,2        |
| H        | 38°10′ с. ш. 78°56′ з. д. / 38,17° с. ш. 78,94° з. д. | 29,1        |
| J        | 37°29′ с. ш. 86°35′ з. д. / 37,49° с. ш. 86,58° з. д. | 21,7        |
| K        | 39°44′ с. ш. 74°26′ з. д. / 39,74° с. ш. 74,43° з. д. | 6,7         |
| L        | 39°44′ с. ш. 74°59′ з. д. / 39,74° с. ш. 74,98° з. д. | 6,4         |
| N        | 41°54′ с. ш. 82°20′ з. д. / 41,9° с. ш. 82,34° з. д.  | 28,5        |
| S        | 39°03′ с. ш. 83°05′ з. д. / 39,05° с. ш. 83,08° з. д. | 24,6        |
| T        | 36°30′ с. ш. 76°37′ з. д. / 36,5° с. ш. 76,62° з. д.  | 18,6        |
| W        | 36°49′ с. ш. 81°51′ з. д. / 36,82° с. ш. 81,85° з. д. | 16,2        |
| Z        | 36°07′ с. ш. 86°17′ з. д. / 36,12° с. ш. 86,29° з. д. | 12,5        |

- Сателлитный кратер Лавуазье D в 1994 г. переименован Международным астрономическим союзом в кратер Фон Браун.
- Высота центрального пика сателлитного кратера Лавуазье A до 700 м[6].
- Высота центральных пиков сателлитного кратера Лавуазье E  300 м и 700м[6].
- Образование сателлитного кратера Лавуазье E относится к нектарскому периоду[1].

## См.также
- Список кратеров на Луне
- Лунный кратер
- Морфологический каталог кратеров Луны
- Планетная номенклатура
- Селенография
- Минералогия Луны
- Геология Луны
- Поздняя тяжёлая бомбардировка